# Vendergood
Vendergood är ett konstgjort språk som uppfanns av underbarnet William James Sidis vid åtta års ålder. Språket är mest blandat av latin och grekiska, med inslag av engelska, tyska, franska och andra romanska språk. 
Grundtalet i språkets talsystem är 12. 

## Räknetal
| Vendergood        | Svenska |
| ----------------- | ------- |
| eis               | ett     |
| duet              | två     |
| tre               | tre     |
| quar              | fyra    |
| quin              | fem     |
| sex               | sex     |
| sep               | sju     |
| oo/oe             | åtta    |
| non               | nio     |
| ecem              | tio     |
| elevenos          | elva    |
| dec               | tolv    |
| eidec (eis + dec) | tretton |